# 石牌村 (广州市)
广州市石牌村是广州最大也是历史最长的城中村，位于天河区中部，由村民宅基地扩展起来的密集建筑群（被称为“接吻楼”）及部分自留地构成，由170条窄小的古巷支撑，四周被广州CBD里的高楼大厦和繁荣的商业街包围，周边毗邻IT销售圈、天河娱乐城、天河电影院、地中海国际大酒店（五星）、总统大酒店（四星）、等商业和娱乐中心以及华南师范大学和暨南大学等高等学府。面积约一平方公里的石牌村里居住着5万多的外来人口，租赁经济是村民的主要经济来源。

## 概况

### 地理环境变动
石牌村地处广州市天河区中部，位于东经113°20'、北纬23°08'。由于年代变迁，其地理范围在变动和缩小。民国初期（1912年）石牌村有耕地4800亩，另有大小山岗、水塘、荒地及村民住宅等，总面积达14平方公里。随着国民政府的统一，广州经济发展，政府相继在石牌北部与东部边界兴建跑马场（今华师大操场）、中山大学石牌校区、广州气象台等，共征地约5平方公里。20世纪50年代，石牌村除北部的大操场、松岗、大岗等地为解放军驻防部队外。政府还陆续开办了南方大学、暨南大学、广东教育行政学院（今中山三院）、广州华侨学生补习学校等，村范围进一步减至6平方公里左右。改革开放后至1996年，石牌村的农田已基本被征用完毕，只剩下村民居住第及少量留用地。目前石牌村的主要范围是：东与暨南大学相邻；西至石牌西路；北起天河路、中山大道；南至黄埔大道，面积约1平方公里。
石牌村靠近珠江边，海拔10～20米，村周围田野多为冲积平原，地势较平坦，西北高、东南低。在村的中、北部错落分布着几座小山冈。位于村庄中心的山冈名叫庙边岗（俗称山桔顶），村民住宅以此为中心呈辐射状分布（俗称八卦形布局），村庄四周均有农田，在没有高层楼房时，站在山桔顶上可眺望村庄周边的田野。在村北出口处的山冈名曰鸦岗和岗顶，在北面与农田相间的小山冈有大岗、松岗等。 
石牌村属亚热带季风气候区，一年四季均可耕种，土壤原质属砂质壤土和中砂质土，对农业生产颇为有利。

### 历史沿革
石牌村的历史可追溯至宋朝。南宋咸淳九年（1273年），董氏基祖董裔隆从南雄迁徙来此，结茅定居，渐成村落，称为董村。其后裔在董村住了约200年，即到了第八九代祖公时，人口迅速增长，第八代祖公共有10个儿子，于是另择地势较高的地方先后建新房。新址就在庙边岗西北边。其后在蚬壳墙村已住了约100年的池姓后裔，已各繁殖到第五代，第五代的5位祖公共生了11个儿子，于是另择地势较高的地方先后建新房。新址在庙边岗东北边。董、池两姓后裔在新住地定居后，人口稀少增长，两姓居住地就逐渐连成一片。到明代成化年间（1465～1487年），两姓村民另择村名，并以庙边岗的名字，取名为庙边岗（村）。
庙边岗（村）取名后，经过近100年，董、池两姓后裔繁衍昌盛，庙边岗村村民迅速扩大。这时潘姓后裔亦繁衍昌盛，从原著地不断向周围扩大。明代嘉靖年间（1522～1566年）早期，庙边岗村的董、池姓后裔住地基本上与潘姓后裔住地连成一片。这个时候，谢氏在谢角湾（村）已定居近100年，繁衍到第四五代后裔，谢氏第四代（市桥谢氏第九代）龙桥于明代隆庆四年（1570年）钦命为山西典试大主考，后特授福建永定县知县有3个儿子，6个男孙，仕途三代，谢龙桥有岭南人杰之称。谢后第四代开始先后回乡建房纪念祖先，新址在石螺（今石牌西河大街）。

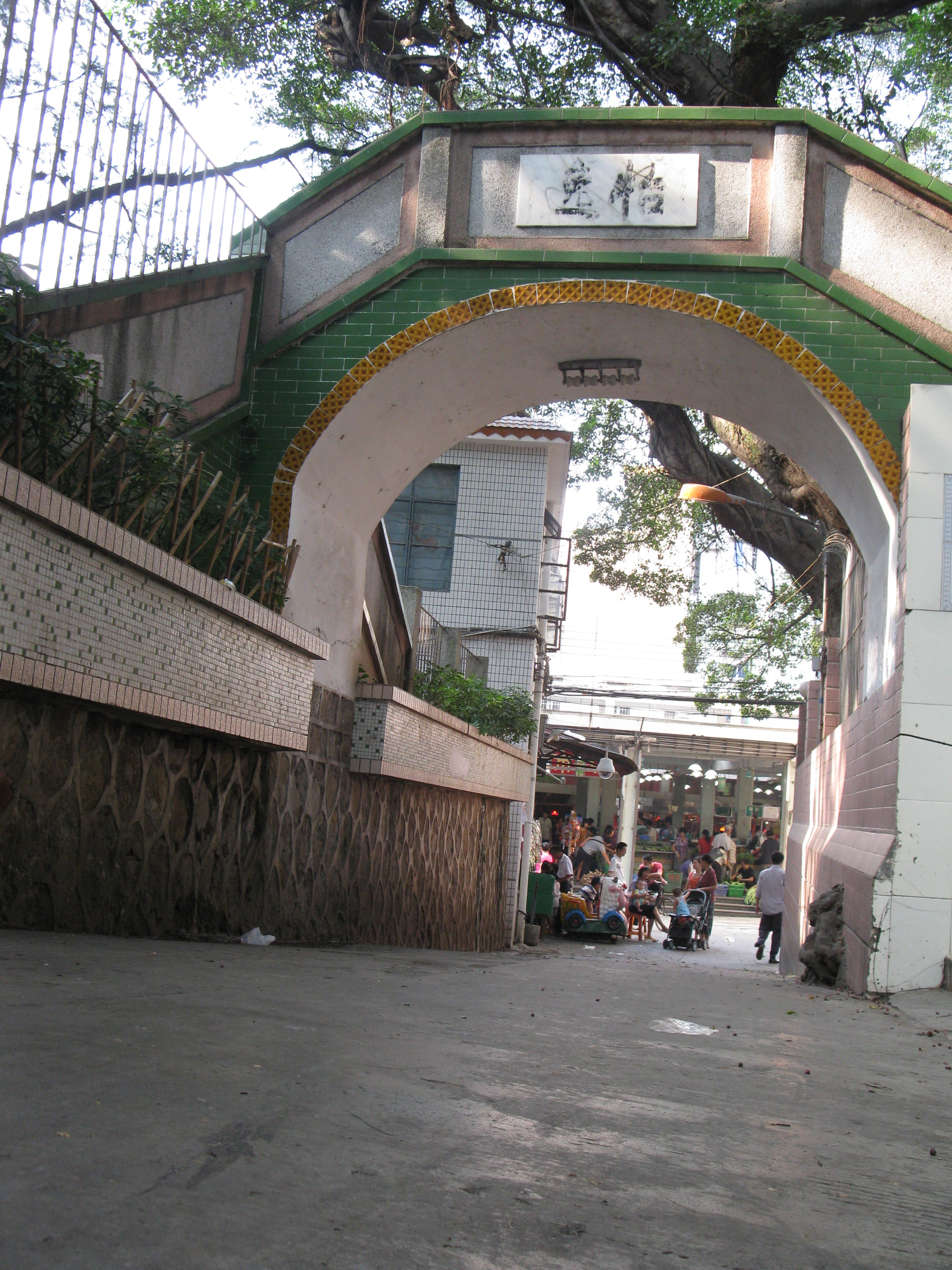
山前,2010

明代嘉靖年间，庙边岗村已发展为一个具有相当规模的多姓氏的村庄，山桔顶前面一带已形成商铺云集的村中心市场，由于此市场地处山冈前面，村民称之为“山前市场”，此名一直流传至今。当时村民经济繁荣，人口昌盛，又由于庙边岗周边有许多石器，如石马、石龟、石鼓等，鼓村民把村名改名为“石牌”。到嘉靖三十一年（1552年），石牌村仍属永泰乡管辖。
清代早期，在方圆几十里范围内，石牌村已是一个知名大村，康熙二十五年（1686年），番禺县就以石牌的名字设置了鹿步司石牌堡，下辖18个行政村，石牌堡的建置直到民国廿年（1931年）才撤销。
清代嘉庆年间（1796～1820年），村内已形成以山前市场为中心通向四周的20多条大街，也是今天村中主要大街。道光八年（1828年），村民筹集资金，把村内多条主要大街和部分小街巷铺上花岗石板路面。
清代道光年间后期至民国廿七年（1938年）的100年间，石牌村仍保持经济繁荣，人口昌盛。1938～1949年，日军侵略和内战使贫穷、落后、饥荒笼罩全村。
中华人民共和国成立后所称的石牌村，实际是个行政村，包括石牌、新庆、东石牌3个自然村，1999年在册人口9317人，人口较多的姓氏依次为池、董、潘、陈、冼，5个姓氏人口合计占全村总人口的86.9%。今天的石牌村已成为广州市新城区中心的一部分。
在行政区域建置隶属上，自南宋末期建村起至明代中期，石牌属番禺县永泰乡管辖。明代后其开始，番禺县设立巡检司，石牌属鹿步司永泰乡管辖。
清代康熙廿五年（1986年），鹿步司设12个堡，石牌村属石牌堡管辖（石牌堡管辖石牌、东石牌、新庆村、甲子沥、沙河墟、杨箕、冼村、猎德等18个村墟）。
民国廿年（1931年），石牌村属番禺县城第四区石牌乡管辖（民国廿五年废区，改乡镇为保甲制）。
民国廿六年（1937年），石牌乡归广州市管辖，建置石牌堡乡。
民国廿九年（1940年）10月，石牌堡乡有划归番禺县管辖，属番禺二区，1946年12月又划归广州市管辖。石牌堡乡辖石牌、林和庄、程界东、程界西、潭村、寺右。
1949年10月，石牌村属广州市石牌区石牌乡管辖。
1951年5月，石牌乡属广州市白云区管辖。
1956年6月，广州市成立广州市郊区，撤销白云区。8月成立石牌大乡，石牌村属广州郊区石牌大乡管辖。
1958年3月，石牌属广州郊区沙河大乡管辖。
1959年2月，石牌管理区改为大队，仍属沙河人民公社管辖。
1961年3月，石牌大队属石牌人民公社管辖。
1962年8月，石牌人民公社属黄埔区管辖。
1962年9月，撤销黄埔区，重新成立郊区，石牌人民公社并入沙河人民公社，仍为石牌大队。

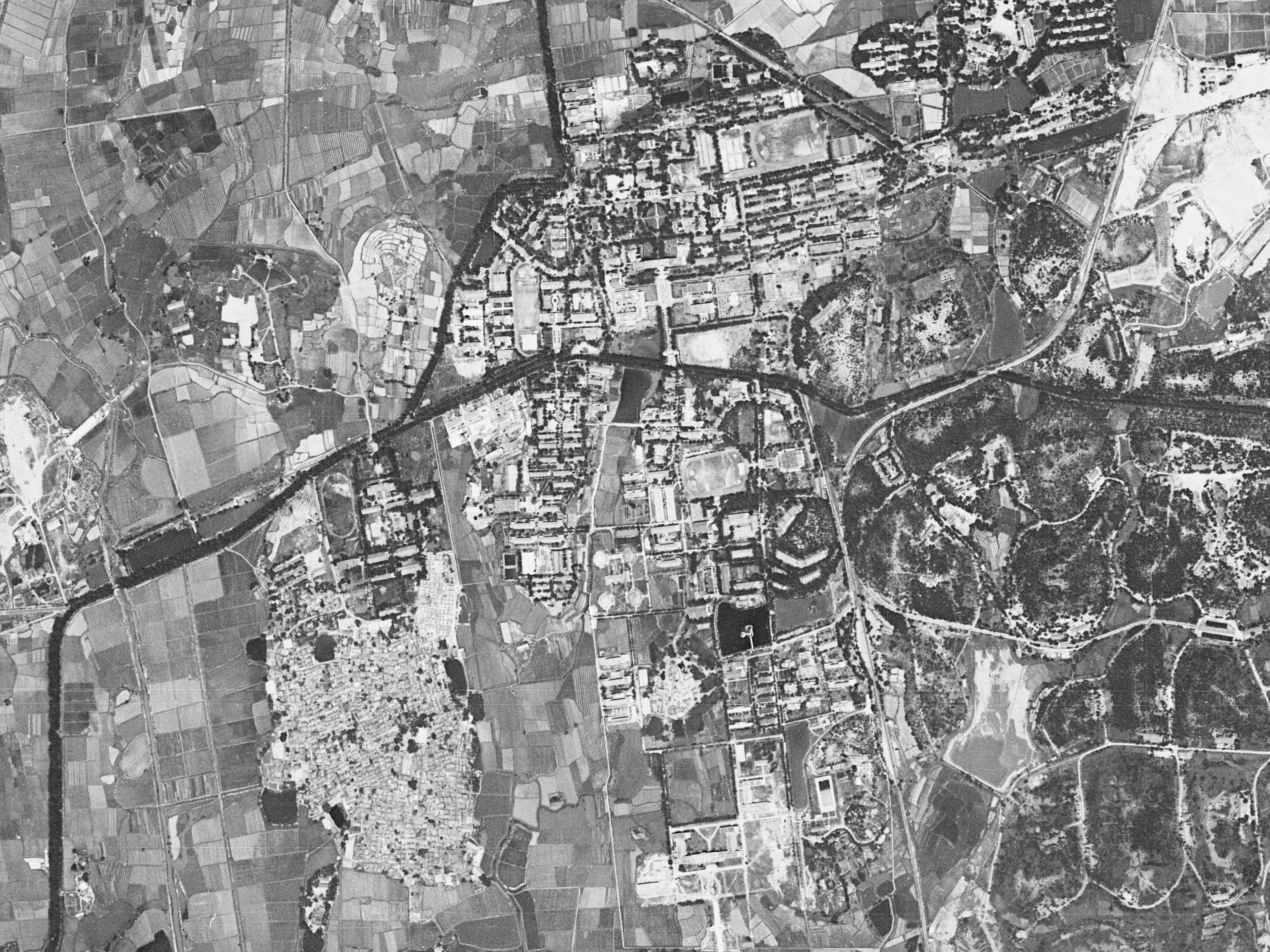
1966年石牌村（左下）和华南师范学院（中上）、暨南大学（中下）卫星图

1984年2月，石牌大队改为石牌乡，属天河区公所管辖。
1987年9月，石牌乡改称石牌村民委员会，属天河区石牌街道办事处管辖。
1997年5月，撤销石牌村民委员会，成立石牌三骏企业集团，属石牌街管辖。原村委会下属的三个经济联队（源于过去生产队联队）与5个居民委员会是二个牌子一套班子，属石牌街道办事处领导。
石牌村从建村到现在已有七百多年的历史，从村域的大小、建制和沿革而言，变化很大。现在，石牌村这一名字，作为一个村落已不复存在，但是作为广州市的一个地名、街道名称的历史，则重开新的篇章。

### 人口变动状况
1949年之前石牌村人口中除了少数在当地驻扎的国军和警察之外，很少有外来人，建国后，石牌村逐渐吸纳了众多外来人口。在改革开放之前，这些外来人口一些是在土改时吸纳进来的市民，一些是原来的水上居民，一些是由城乡之间人们的联姻所生的子女，一些是周边大专院校安顿下来的人口。这些人经过二三十年之后已和原来村民融为一体，取得村民资格。改革开放后的外来人口主要指从全国各地进入广州市谋生创业的外来人口。他们没有村民资格，而是租屋、租铺位居住和从商的一族，住在石牌村内。根据1999年的统计，石牌城中村的常住人口，即石牌村村民为1994户，9317人。2000年的统计，石牌村暂住人口有42000人，人口密度为每平方公里51181人（包暂住人口）。
至于本地村民，历史以来都成快速增长之势，直至改革开放后增长弛缓，成老龄化趋势。在外来人口涌入村里的同时，本地村民逐渐搬出村落。在民国时期已有一些村民移民香港、新加坡等地，八九十年代还有一些村民定居美国、加拿大等国。从1997年三骏集团公司成立起，由村民集资、集团公司组织的“安居工程”启动，在村的留用地建成南门小区和珠江新城小区，至今大部分的村民已经迁至村外的小区居住。

## 传统人文状况

### 姓氏状况及来源
石牌村在几百年发展历史中，一直是多姓氏的村庄，其中以池、董、潘姓的人口最多，占总人口的85.4％，其次是陈、冼及其他姓氏。
董姓是一个古老的姓氏，相传该姓为帝舜赐名。汉代时已有董姓后裔南迁到广东，现石牌村的董姓人，最近的祖根在南雄珠玑巷，于南宋咸淳年间来广东永泰乡董村。
池姓先民原是殷商之民，淹池(是“澠池”才對)是池姓先民的发源地，在漫长风月中，社会屡经变乱，池姓一部分人南迁，约在元末年和明朝初期才到广东定居于永泰乡蚬壳墙，比董姓来这里稍晚。
潘姓最早源于周朝时期在楚地中有一个潘邑，约在唐朝期间，南下福建广东，后也迁南雄的珠玑巷，在宋末元初的时候有从珠玑巷到广州石牌地区。池、董、潘三姓后裔迁到石牌地区定居，从毗邻而居到成为一个村。

### 多姓氏的村社关系
石牌村在城市化进程中是由乡村行社区向城市社区过渡，而石牌村作为社区，在历史上 形成以下几个显著的特点：①姓氏中几大姓氏人口占总人口绝大多数；②几个大姓氏人口聚集一村，历史长达数百年；③姓氏之间关系较为和谐。他们在长时期聚居的历史过程中相互之间未有产生过严重的宗族纠纷的事件，而是共同联系和互相尊重。表现在村庄内部权力配置也是比较稳定和协调的。村干部、村权力核心没有被一姓把持，领导权力的授权和履行也没有因姓氏宗族关系的障碍而发生困难。
石牌村地处大城市广州市郊，由于长期以来受城市文化观念的影响较多，石牌村各姓氏的宗族组织功能比较单一，主要是管理宗祠田产，寻根祭祖。因此宗族组织一方面在权力分配上起协调作用，另一方面又没有与当时行政权力产生分庭抗礼的状况，而是起协助作用。

### 崇文尚德的文化传统
石牌村的池、董、潘等几大姓都是从中原迁徙南来的，在长期的生活中，形成了中原主流文化与岭南本土文化，华夏文化与海外文化互相兼容，城市文化于农村社区文化相互交融的特点。这个特点主要表现为崇文重教，弘扬祖德，爱国爱乡的优良传统。
石牌村历史上办有不少书塾、家塾、书室、义学、书堂、书院，最早可追溯到清代乾隆四十六年（1781年）石牌村北三娘庙附近兴办的鹿山书院。它既是邻近石牌、猎德等13乡最高学府，也是石牌地区最早的学校。由于石牌村有办学的传统，历史上出了不少文人学士。据史料记载，自明代隆庆四年（1570）以来，石牌村出过进士3名，举人4名，秀才2名，其中最为杰出的是在清代咸丰年间考上进士后官拜翰林院庶吉士，国史馆纂修的潘衍桐。中华人民共和国成立之后石牌地区已逐渐成为广州的教育地区，比如，解放军于49年10月就在石牌跑马场（原总统府旧址）开办军政大学。1950年1月1日，军政大学改为南方大学。其后一间有一间的大专院校、中等专业学校、普通中学纷纷创办。这些高等院校都征用了石牌村的土地。据统计，至2000年，石牌地区有普通高等院校、成人高等院校16所、各种职业技能培训院校24所。可谓人文荟萃，熠熠生辉。
石牌传统文化中那种溯本思源的民族传统是比较突出的。石牌人对自己的“根”向来重视。他们在城市化进程中不忘祖德，做了两件大事：一是修谱撰志，资治后人；二是修建祖祠，弘扬祖德。他们仅在修志期间，收集来的族谱就有17部，其中最远的是清代康熙年间的族谱，撰写《石牌村志》，寻找祖宗根源。再就是通过修建祖祠宗庙，把祖宗出处，渊源都在祖祠中立碑记载，使后人增强对中华民族大家庭的凝聚力。比如董姓祖祠中厅，“三策堂”三个大字牌匾高悬，加上文字说明，使董姓后代子孙都了解全国各地的董姓祖祠都立有“三策堂”，追思汉朝的远祖董仲舒的功业德行……
在20世纪50年代前，每年元宵节村都举办盛大的抬菩萨游乡活动，俗称“菩萨行乡”，祈求风调雨顺、国泰民安。是日，村民一般都不耕作，穿上节日的盛装，参加或参观游乡队伍。外嫁女也偕眷回娘家欢度佳节。村民的亲戚朋友和邻近村乡的村民也有前来看热闹。特别是观音庙（俗称大庙）一带和村中心的山前更是人头攒聚，热闹非常。最后一次游乡活动是在1950年。

## 经济

### 城市化前期石牌村经济

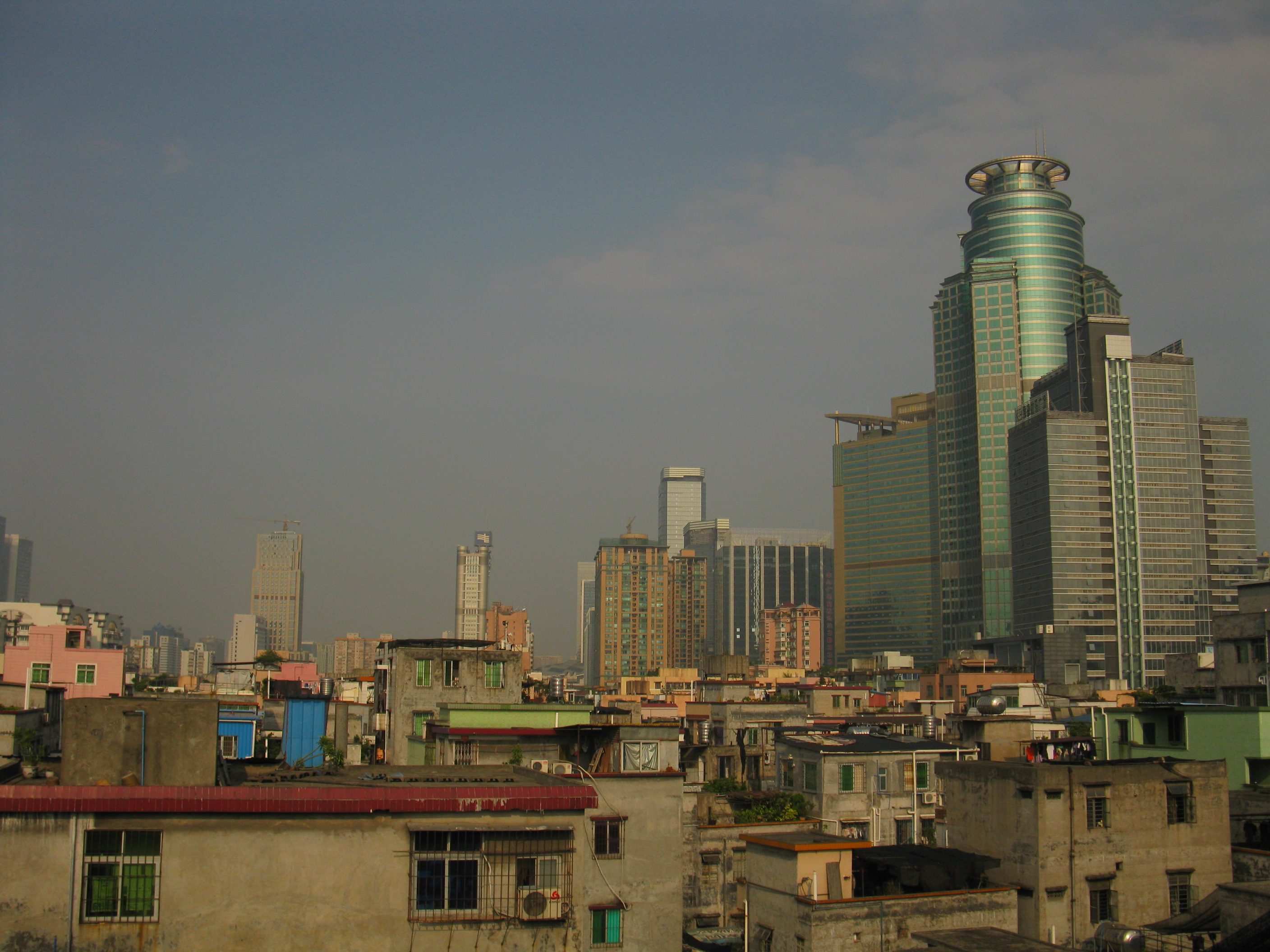
村屋与城市,2010

城市化前期石牌村的经济发展可以分为三个阶段：土地改革以前；土地改革；合作化和集体化时期。
在土改之前的时期，石牌村依靠优越的地理位置和自然条件，深厚的农业基础，受城市的直接影响，农业经济发展较为稳定。特别是陈济棠统治时期（1928～1936年），当时广东社会稳定，经济发展，石牌村粮食和经济作物收成也较好，经济繁荣，但到了抗日和日占时期，经济生产遭受严重破坏，在清代由村民集资兴建的5个陂塘都遭不同程度的破坏。到抗战结束，1946年，石牌村民在国际救济总署的帮助下，又群策群力，在较短时间修复了各大陂塘水利设施。
在单家独户的小农经济情况下，当时都习惯于传统的耕作技术，但即使如此，石牌村民依靠其靠近城市，信息和交换关系较发达，因而在改良品种和耕作技术上往往走在前面。20世纪40年代，他们已有人少量使用化肥和农药。这种传统的城郊农业经济，决定了石牌村的经济自给性较少，商品性较多；封闭性较弱，开放性较强。在种植品种上，促使他们较早地由水稻为主转向蔬菜生产，和种植藿香等经济作物。早在1948～1949年，石牌村有耕地4800亩，其中种植水稻3840亩，每年供应广州市稻谷50多万公斤，种植蔬菜面积960亩，占耕作地面20％，亩产达1500公斤。每年供给广州市蔬菜300多万公斤，还有一部分出口至香港。石牌种植的藿香当时约达200亩，其质量特别好，在30年代已遐迩闻名，运销港澳及东南亚，50年代被广州市列为优土特产。
1950年10月，石牌村开展土地改革，直至1952年9月结束。在土改中没收地主土地1124.77亩，征收富农、工商业者、农业资本家、宗族公田、小土地出租者的土地共2922.05亩。没收的征收的土地，分配给无地及少地的农民。土改结束没多久，石牌便跟随国家马不停蹄地进入合作化运动。从初级合作社和高级合作社，到1958年公社化运动，再到1984年撤销人民公社，整整折腾30多年。在合作社阶段农业生产有所提高，但很快就被公社化时期的狂飙和接踵而至的一系列政治运动和阶级斗争破坏。文革结束，改革开放，农业生产实行联产承包责任制。1983年，村民所种的蔬菜完成国家任务后，超额部分可自行处理。1984年11月，广州市取消蔬菜上市任务，实行自由议价销售，土地仍以户为单位承包，自主经营，因此农民的生产热情大大提高，石牌成为广州市“菜篮子”工程的重要基地。
石牌村在20世纪80年代以后，处于全国改革开放深化时期，也是石牌村城市化步伐加快时期。为适应此一形势，他们进一步实行股份制、公司制，并有农业转向物业经营的第三产业为主，使其集体经济得到飞跃发展。

### 城市化中经济形态的转换

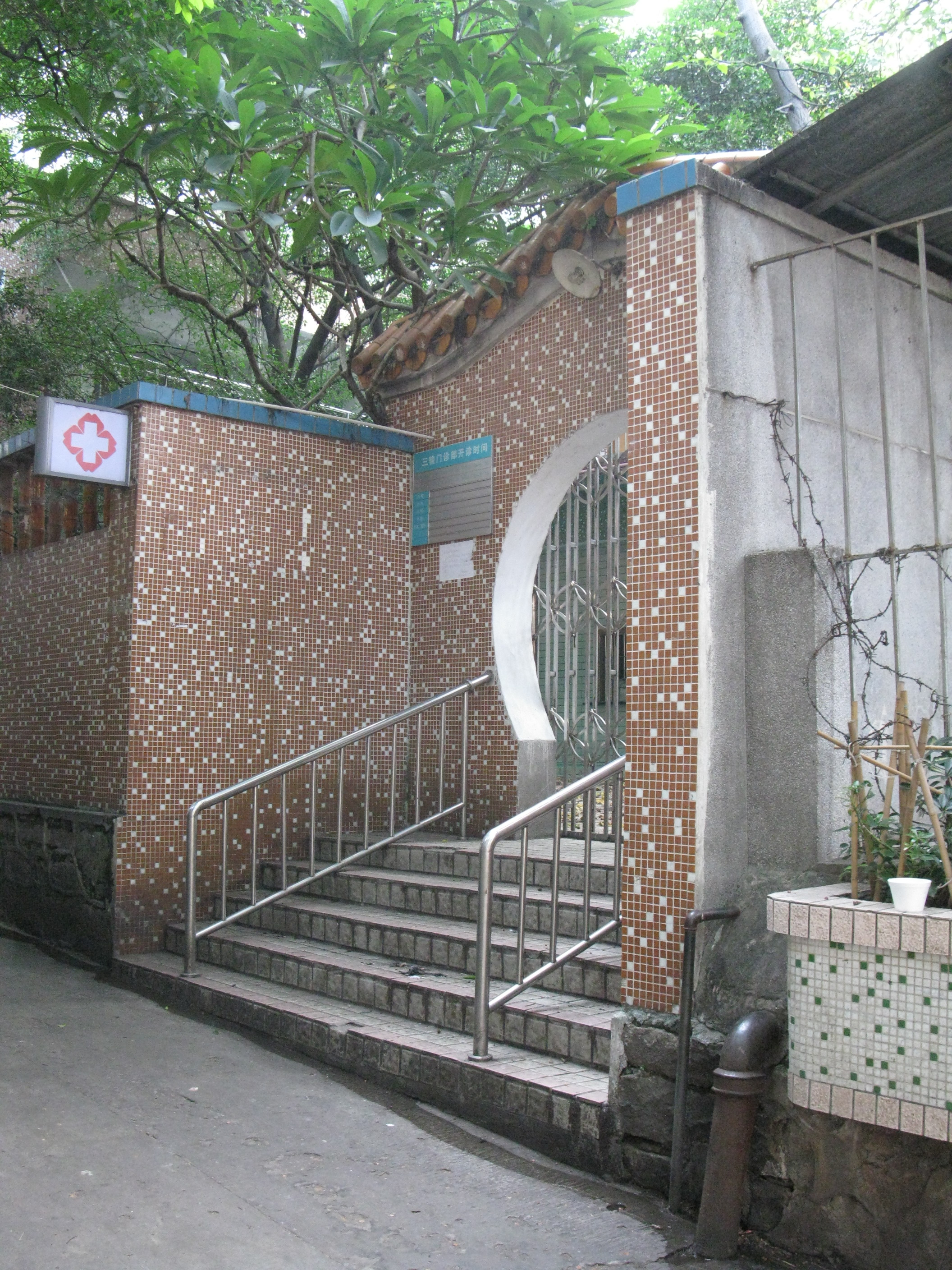
卫生站,2010

石牌村经济形态的改变，从资源形态上看，由土地形态转换为货币形态，然后又转换为物业形态；而与之相适应的是在经营方式上，由对集体土地家庭承包制转为“股份合作制”，再转到对物业的公司经营。这种形态转换与经营方式的转变，两者是相互配合，互相适应，互相促进。
随着广州市城市化的步伐加快，土地逐步被征用，土地减少，集体经济受到挑战，村民生活保障面临危机，在这种情况下催生了“股份合作制”。由承包制变为股份制，从经济资源形态看是由土地形态向货币形态的转变。在厘清股权和股金构成及来源的情况下，经济社的资金，通过市场经营，进一步转变为物业形态。并随着经济发展，于1997年成立了“三骏企业集团公司”统一经营，实现了所有权与经营权的分离。这种适应城市化进程的物业形态和经营方式的创新，使石牌村集体经济实现飞跃式的发展。由1988～1997年，股份社总收入增长了763％，纯收入增长了615％；集体资产增长40多倍。拥有的物业建筑面积，1996年为19.39万平方米，2000年为25万平方米。1998年以来，石牌三骏企业集团公司的年经济总收入都在2亿元以上。这种经济成就一方面和制度创新有关，另一方面又是城市化中土地升值和市场经济发展的结果。土地被征之后，石牌村充分利用自身股份社资金和留用地的价值，从第一产业直接跳到以物业租赁为主的第三产业，向银行借款办起岗顶饭店、综合市场等经营项目。随后的十多年间，他们进一步采取了多种形势与市场要素结合、交易，是村的集体经济资产转变被物业，其形式概况来说有：一是以征地单位不用安排农村劳动力为条件，换取物业；二是吸引市场资金在村的留用地上建物业后分成；三是以土地和时间换取租金和物业；四是村自筹资金在留用地建成物业后，出租或承包经营；五是以股份形式筹资建物业经营。这样石牌村在集体经济这一块上完成了从“种稻”、“种菜”到“种楼”的过程。
除了集体经济，在改革开放中发展起来的个体经济也发生转变。先是1984年蔬菜市场价格放开，村民收入大增；而另一方面，城市化的发展使出租屋市场兴旺，村民经营出租屋的收入有很可观。随着土地的进一步被征用，村民加紧把积累的资金用于村民自身房屋的扩建改建和新建，从而完全转化为出租屋进行经营（包括居屋及铺位），完成从“种菜”到“种楼”的过程。除了出租屋经营外，还有村民将资金投入到运输业、外地的种植业、店铺等等，但大部分村民都以“种楼”为主。

### 社区型企业经营模式

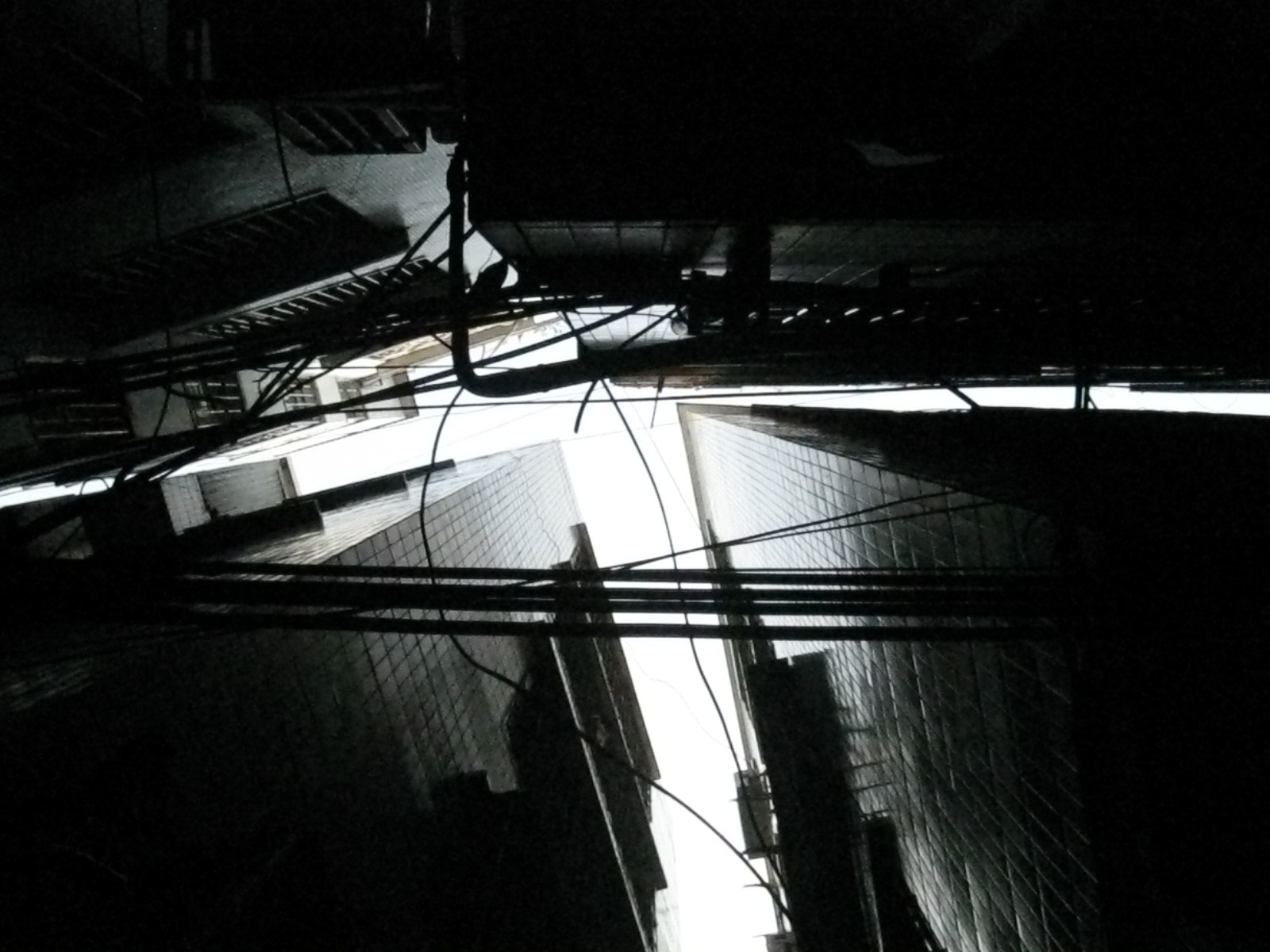
握手楼, 2010

石牌村是一个行政村，在20世纪80年代前的计划经济体制时期称为生产大队，下有27个生产队，以后行政上转为“村”，建立村委会，经济上进行股份制改革后，村的经济组织称“经济联社”，27个生产队改为“经济社”，27个经济社分成五个片，称“联队”。但村民仍然习惯于称“大队”和“生产队”。1997年5月行政上撤销石牌村村委会，这是石牌由乡村变城市的转折标志。同时，由石牌经济联社和27个经济社共同发起成为出资人而诞生了石牌三骏企业集体公司。统一经营管理原石牌村全部集体经济。集团公司成立党委会，并按章程召开股东代表大会，选举集团公司董事会和监事会，使石牌村原来集体经济进入公司化经营的新阶段。但这种情况同时意味着三骏企业公司除了具有作为企业的共性之外有其特性，即其社区性。公司是以石牌村民为股东，经营的是石牌村原来的集体经济的资产，并以股份经济社和联社为公司资产所有制与经营者的中介、纽带。由于三骏企业集团公司建立是在撤销村委会和将其行政职能转入街道办事处同时进行，村委会原有班子直接转化为集团公司的领导班子，使得三骏集团公司虽然是一个纯经济性组织，但它与村民关系极为密切，客观上许多村务、村内矛盾仍只有公司出面才能解决，使得公司具有行政性功能。公司内部设有行政办公室和治保部，负责村务和社会治安。另外，公司还承担着村社区的社会福利性方方面面的开支，如村镇建设、医疗、卫生、老人福利、学校、文体活动等等。这种社区型的企业承担着众多的社区责任，也形成了以稳健为主导的经营理念。

### 房屋租赁经济
改革开放使广州市迈开城市扩展的大步伐，同时也带来了现在138个“城中村”，而石牌是其中最大的一个城中村。广州的城市化和国家政策的变动吸引了大量的外地流动人口在广州“闯天下”，这就刺激了石牌房屋租赁经济的成长，其收入成为村民主要经济来源；同时由于出租屋租金价格普遍比村外低，出租屋的大量涌现反过来为到城市来的打工仔提供立身之地。这样，出租屋的存在解决了外来工生活出路问题，促进社会的相对平衡，但同时由于人多杂乱、一些外来人素质低下而带来的治安、卫生、消防等问题。
石牌村民出租屋经营的特点是“双层经营”：一层是屋主；一层是村集体（三骏公司）。屋主是出租屋经营的主体，对自己的出租屋承担各种各样的责任，而村集体主要从组织机构、物质保障和制度供给三个方面参与经营，并进一步推行“旅业式”管理。

## 村民生活

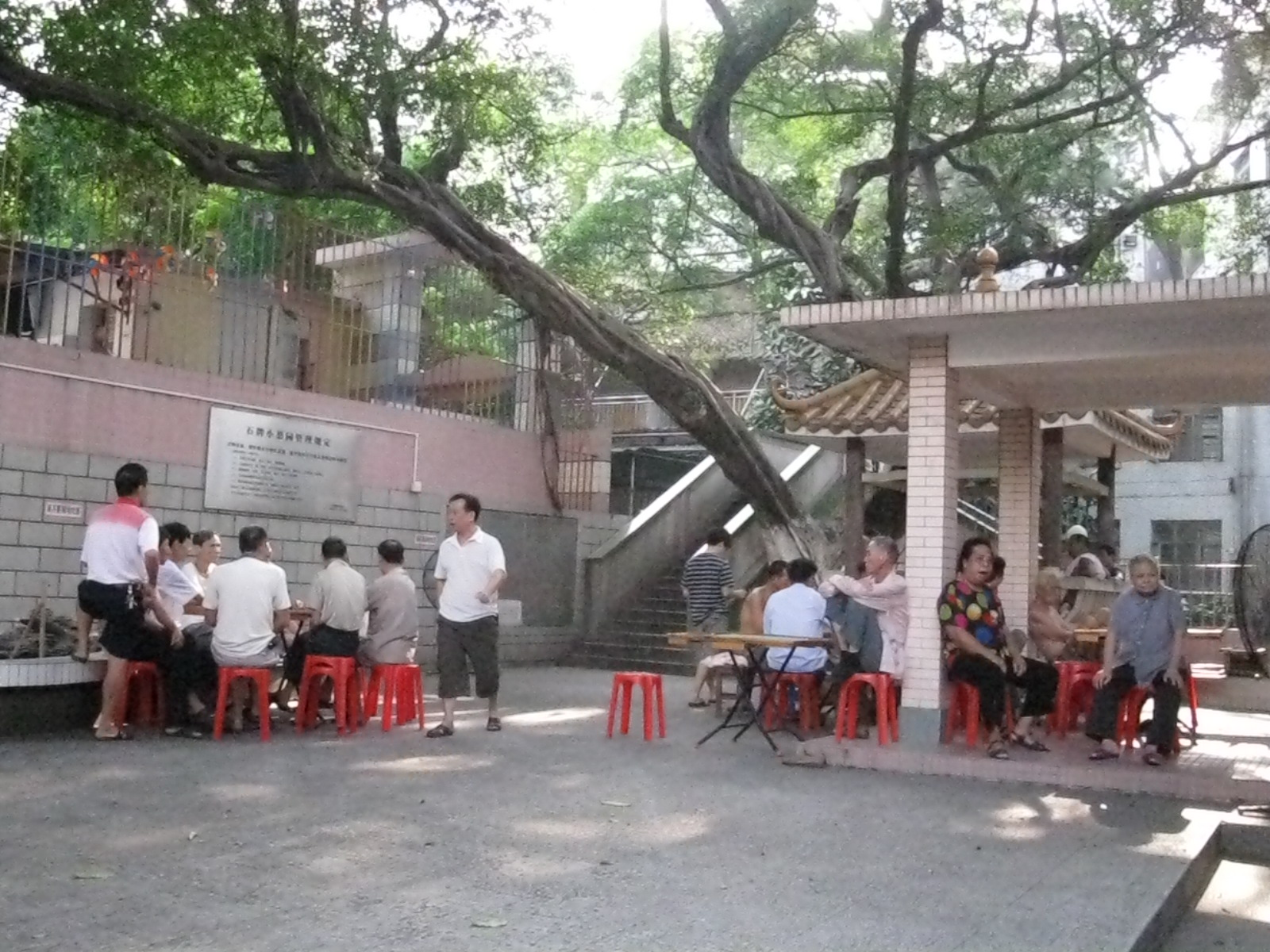
乘凉的长者，2010

石牌村进入城市，其经济形态转型，成为以物业出租为主的经济，因而也带来村民经济生活的大变动，使村民劳动条件变化，物质生活、精神生活有了较大的提升，从而促使村民经济生活与城市生活接轨。
从日常生活看，村民的生活方式越来越多地脱离乡村的“原味”，而走向市民化。到珠江公园、大学、白云山等地方“晨运”（早晨运动）和“饮茶”（在酒店喝早茶）是村民普遍的生活习惯；家庭消费与城市消费融合，私家车成为日常用品；福利及医疗条件改善，居住条件进一步提升，“安居过程”的兴建使村民的生活质量最终融入现代化的都市。另外，由于劳动时间的减少和经济收入的增长，村民休闲消费发展起来。打麻将是村民最流行的一种消遣方式；三大祠堂和文化中心成为老人娱乐消遣的主要场所；全国各地大大小小的旅游同样是许多村民热衷的项目。

## 人才和人才培养

### 人才成长

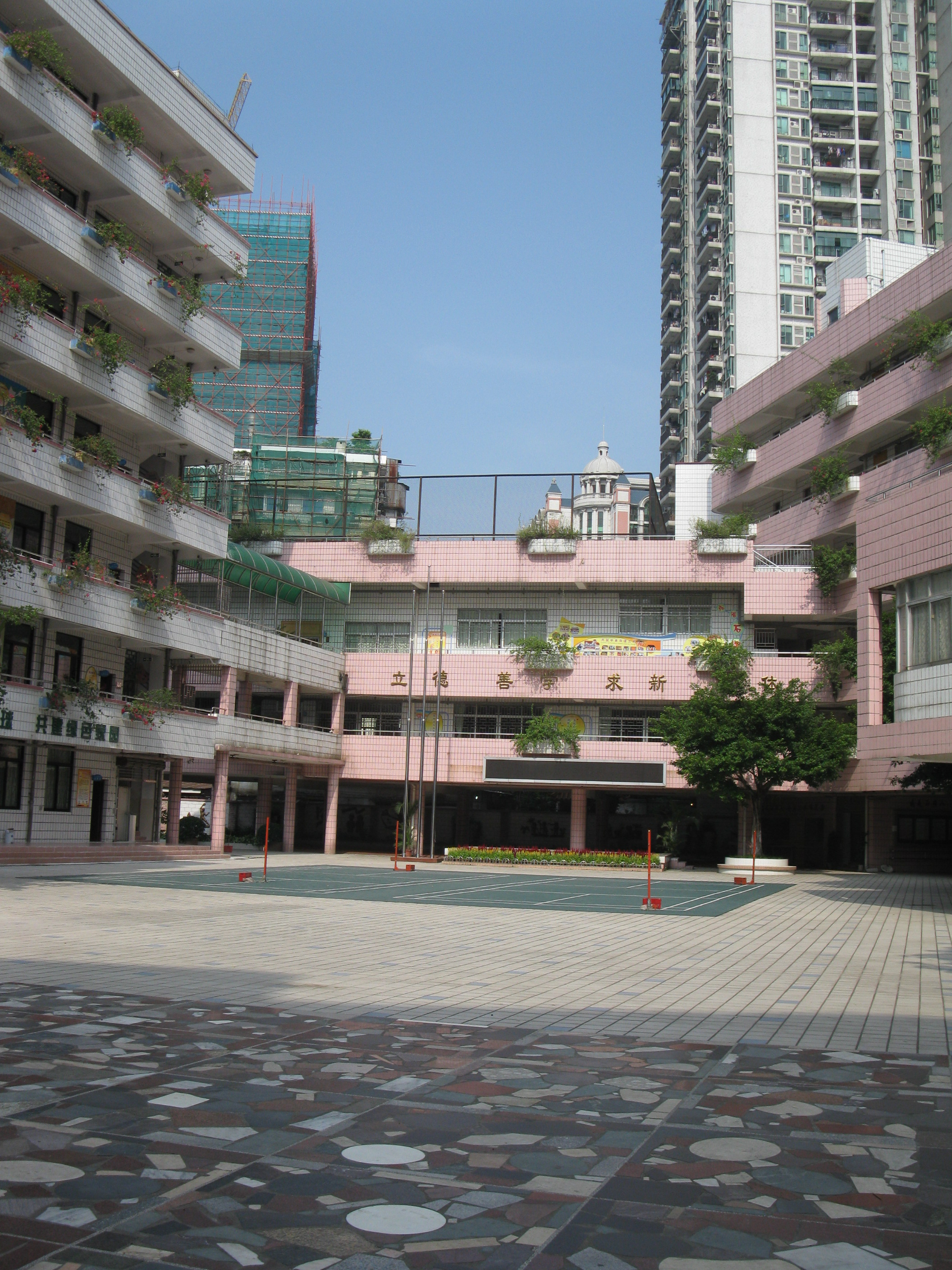
石牌小学,2010

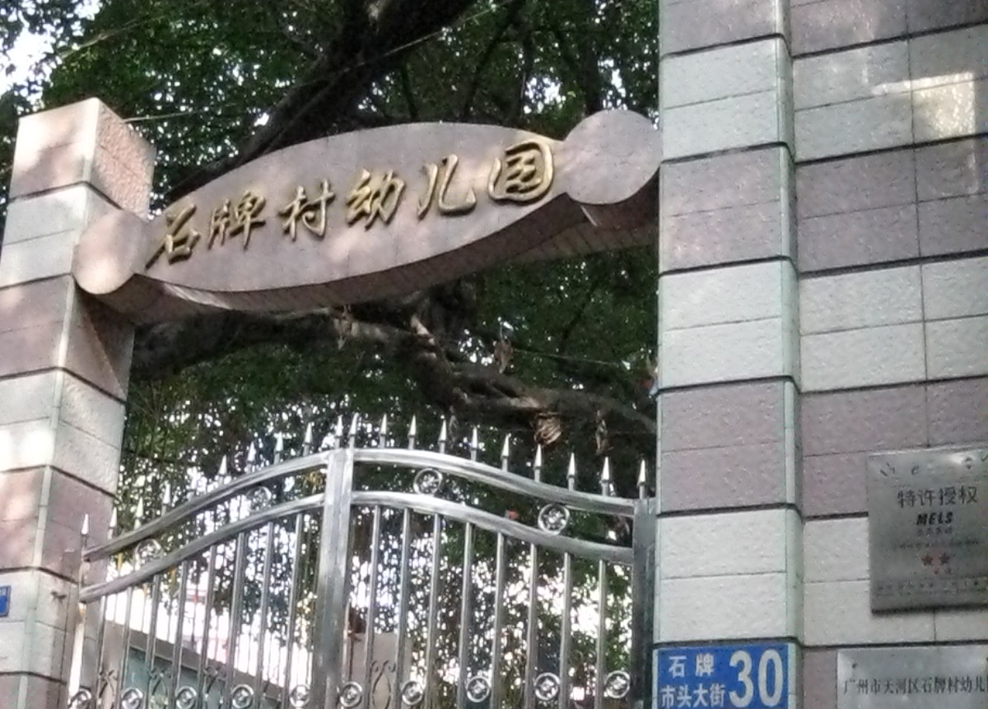
石牌幼儿园,2010

石牌村自南宋咸淳九年（1273年）董姓人最先结茅定居，渐成村落以来，已有700余年的历史，到清初，已是广州市东郊人口众多，规模较大的自然村。石牌村历史悠久、人文郁盛，当时，村内的书院、私塾达十间，至今仍可看到古朴的私塾遗址。由于崇文重教，因而孕育不少人才。如明代隆庆四年（1750年）有进士谢龙桥。清代（咸丰年间）有举人余赀、（同治年间）有武举人董逢昌，还有秀才池大恭、董香苑等。到了民国期间，一些大学相继迁入石牌地面，更增添了石牌的文化氛围。中山大学就曾经为村民办过夜校、识字班等，这对石牌当时的人才成长起了重要作用。此期间在当时反封反帝的革命风潮影响下，石牌涌现一批革命志士、精英人才，突出的如参加过同盟会，追随革命党人黄兴，参加过“黄花岗之役”的池柏（1879～1961年）。担任过孙中山医务侍从，在孙中山病危时直接参与医疗救治，在孙中山逝世后的奉天大典中担任大会司仪的池博（1892～1938年）。还有曾与孙中山为同学，且医术精湛，受到当时宣统皇帝奖励的池耀廷（1870～1960年），等等。中华人民共和国成立后，有全国劳动模范铁道部科学技术研究所所长兼总工程师池又元（1925年～），还有在村内长期当基层干部，因防灾而以身殉职的优秀共产党员池德周……
石牌村有着捍卫独立、正义和尊严的传统，比如1841年5月，石牌村民参加了近代史上著名的广州三元里抗英战斗。又因协助国民革命军打倒陈炯明叛军和平息广州商团叛乱的斗争中作出贡献，因而孙中山曾亲笔题有“为国杀贼”的牌匾，派专人送给石牌（此牌匾在“文革”期间遗失，现存品为仿制）。
改革开放后，石牌人才的成长呈多样性发展，各行各业人才脱颖而出。比如经营、管理人才池德扁、潘树勋；授予“全国特级优秀人民警察”称号的治安人才王红斌；有“种菜能手”陈女和网箱养鱼创新着池光胜；有被国家体育运动委员会授予“国际运动健将”称号的击剑将董兆致等体育人才；还有农民出身的书法家、画家、地方志编纂等文化人才池光桓、董应钊……
在城市化进程中，人们面临务工、承包经营、个体经济、转型制种种选择和压力。而且石牌很快成了广州市最繁华的地段之一，有国内南方最大的电脑市场、高档酒店、商场、写字楼……城中村住着来自遍及全国各地的从博士、作家、音乐家……白领到众多打工仔、打工妹等共有5万多人，是本村人口的5倍。而且流动性很强——一个典型的新兴市场，给石牌人以人际交往和成才机遇。而城市化中石牌人生产生活方式的急剧变化，带来谋生的压力、竞争压力……所有这些，都成为其人才成长极有利的条件与环境。比如，过去几十年村里的中年老年妇女，很少与外面接触，只能讲本地“白话”（粤语），根本听不懂国语。然而这十多年由于经营出租屋的需要，与外地人交往的需要，这批妇女大多数都可流利地讲国语了。一些中年妇女过去甚少迈出村门，现在却成群结队到全国各地旅游，增长见识，真是社会需要、实践需要，比办多少间学校效果更大。

### 教育事业的发展

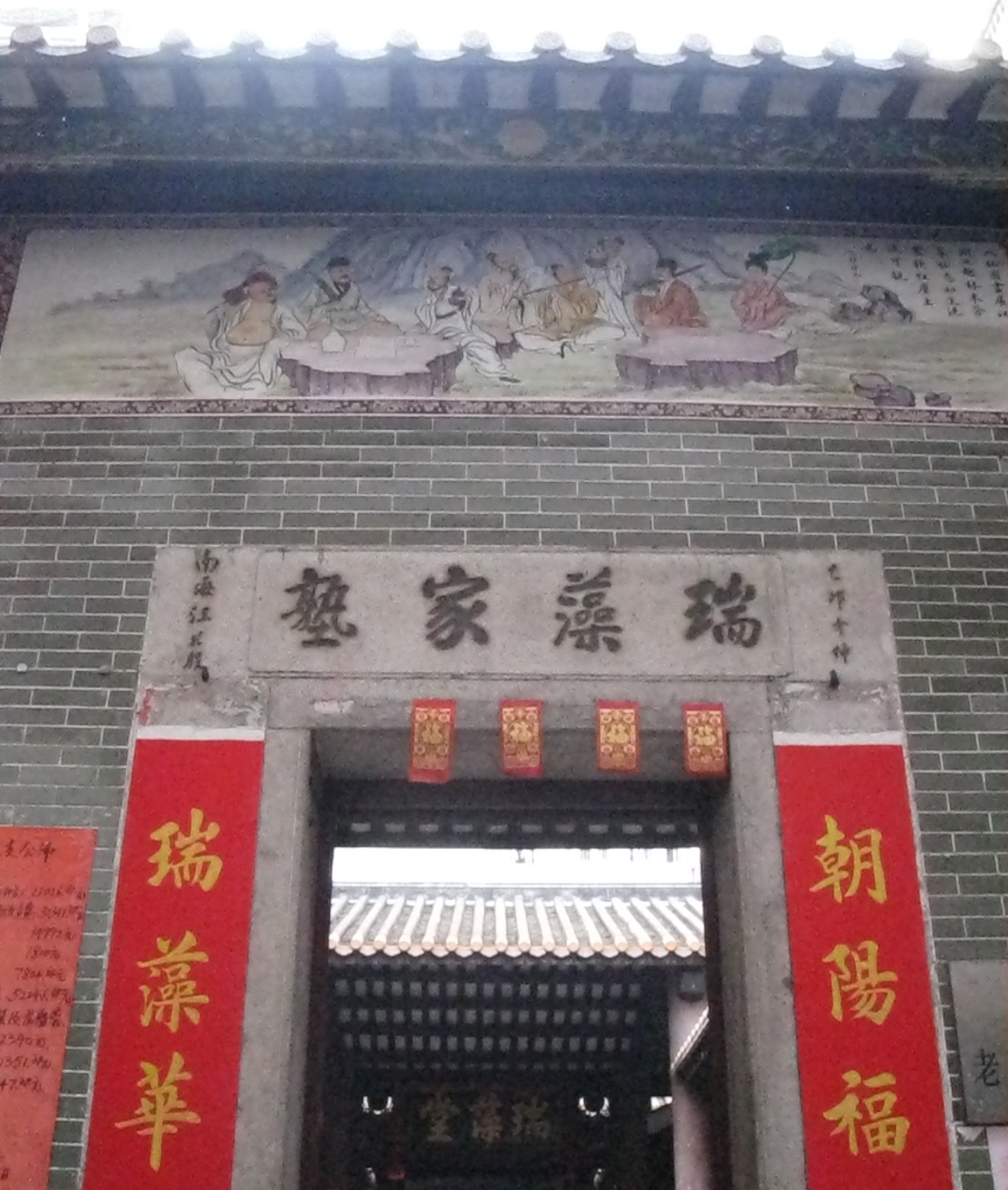
瑞藻家塾,2010

石牌历史上的教育状况是比较好的，早在清代乾隆四十六年（1781年），开设有鹿山书院[此书院到了光绪廿七年（1901年）改名为鹿山社学，鹿山社学已于1925年拆毁]。当时，鹿山书院是石牌、猎德等邻近十三个乡合办的最高学府。书院又是人们讲学和学术研讨的场所。到了清代咸丰四年（1854年），又开设有同泽书院（院址位于现中山大道西美心岗省生物药厂）。该书院当时是由石牌、棠下、员村三个乡合办的，是作为修文习武的场所。
到了清末，私塾的兴起，逐渐取代书院社学。石牌曾经办起多间私塾，如“丽庄家塾”、“龙胜义学”、“保良书室”等。这些私塾校址，目前石牌村还比较完整地保存着。当时清政府规定私塾老师要具有秀才资格，本村秀才董香苑、池大恭等都曾在村内当过私塾老师。这些私塾多以公宅如祖祠、厅作课室，一般只有1名塾师，1间教室，学童虽然分有初级、中级、高级三种，但多数同在一室上课，老师因材施教。初级班属启蒙教育，文科教材为《三字经》、《千字文》、描红习字等；中级班教材为《千家诗》、《秋水轩尺牍》、《成语考》等；高级班教材是四书、五经、古文等。算术为珠算、口算、商业用数等。
民国初期，乡村教育仍以私塾为主，随后逐步兴办学校，取代私塾。据村志记载：民国十七年（1928年），石牌当时由秀才董香苑等人筹办了一间民办的志诚国民小学，有教工五六人，班级设有一、二年级各一个班，三、四年级合为一班，五、六年级又合为一班，学生人数100人左右。教学内容主要有国文、算术、修身、手工、图画、唱歌、体操等。这是石牌最早的小学，是石牌小学的前身。据另一资料则认为民国七年（1918年）建番禺第四区第七小学，曾于1920年改名为志诚小学，到1933年改名为石牌中心小学。                                                                   1950年石牌中心小学由村办转为公办，并改名为广州市第三十三小学，1952年，随着石牌区建制的撤销和白云区建制的成立，石牌第三十三小学该名为白云区第一工农子弟学校，校址从原来分散于娘妈厅、中立堂重新回到良湖董氏公祠，从此，校址稳定下来。之后的几十年里，石牌小学一度扩张，学生人数增加，并办起初中班，但总的来说80年代以前的教育基本停滞不前。
至于成人教育，石牌在民国时期已经在中山大学的指导下开展，共和国成立后又兴起“识字运动”、“文化教育大跃进”等，帮助村民扫盲。                 
80年代后，城市化进程中石牌人进入城市，打开眼界，面临一系列新事物、新生活、新压力，再加上国家重视教育的政策，促使村民确立起重视教育的思想观念。在村领导和村民重教观念的支持下，石牌小学有了很大的发展。规模和教学水平都大大提高，无论硬件、软件都基本上实现了现代化，成为市一级的学校。另外，除了小学，幼儿园教育也有很大成果，至2000年，除村办的石牌村幼儿园外已有4所私人出资兴办的幼儿园。

## 文化特色

### 城郊型的传统文化

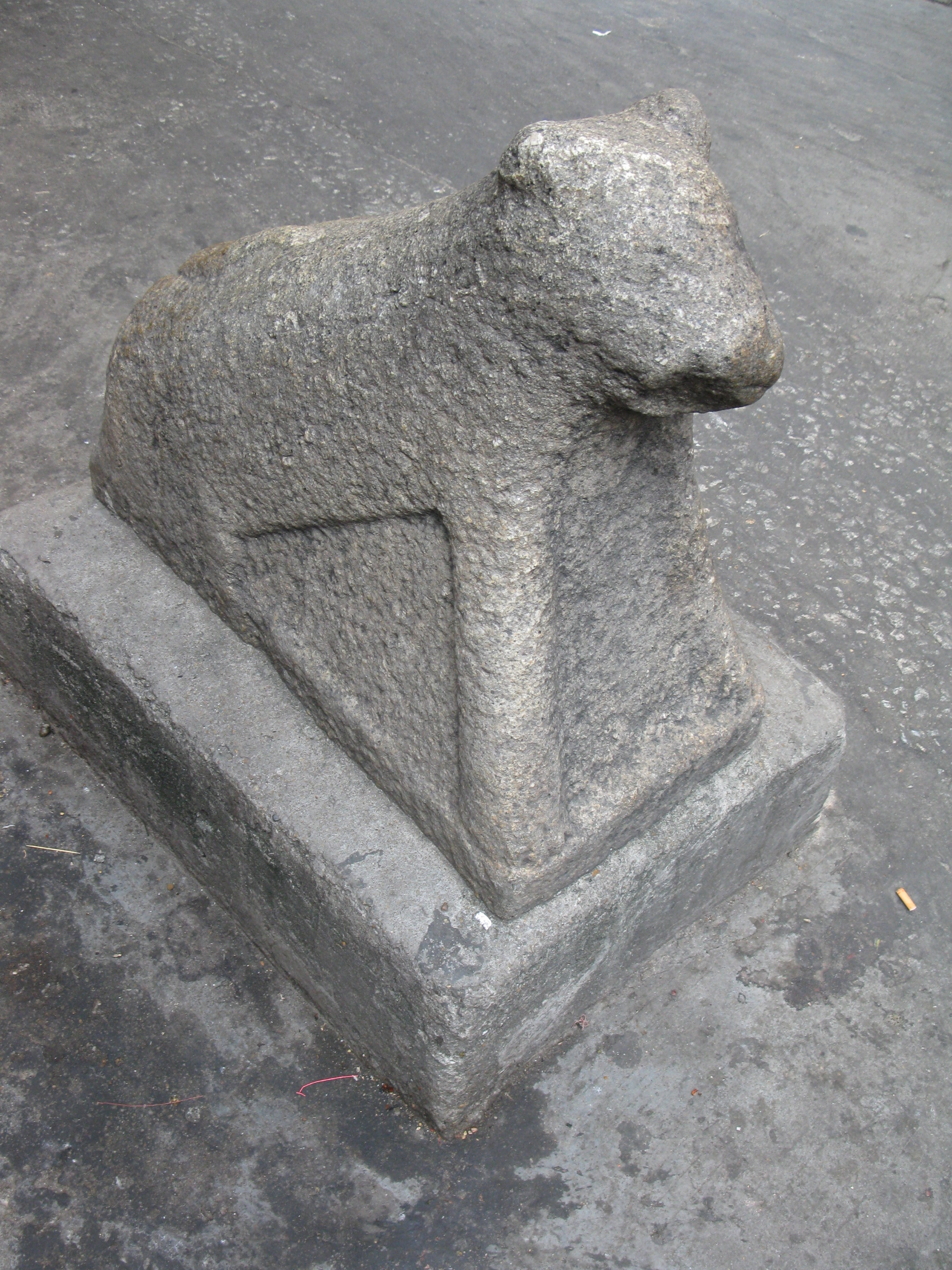
石狗,2010

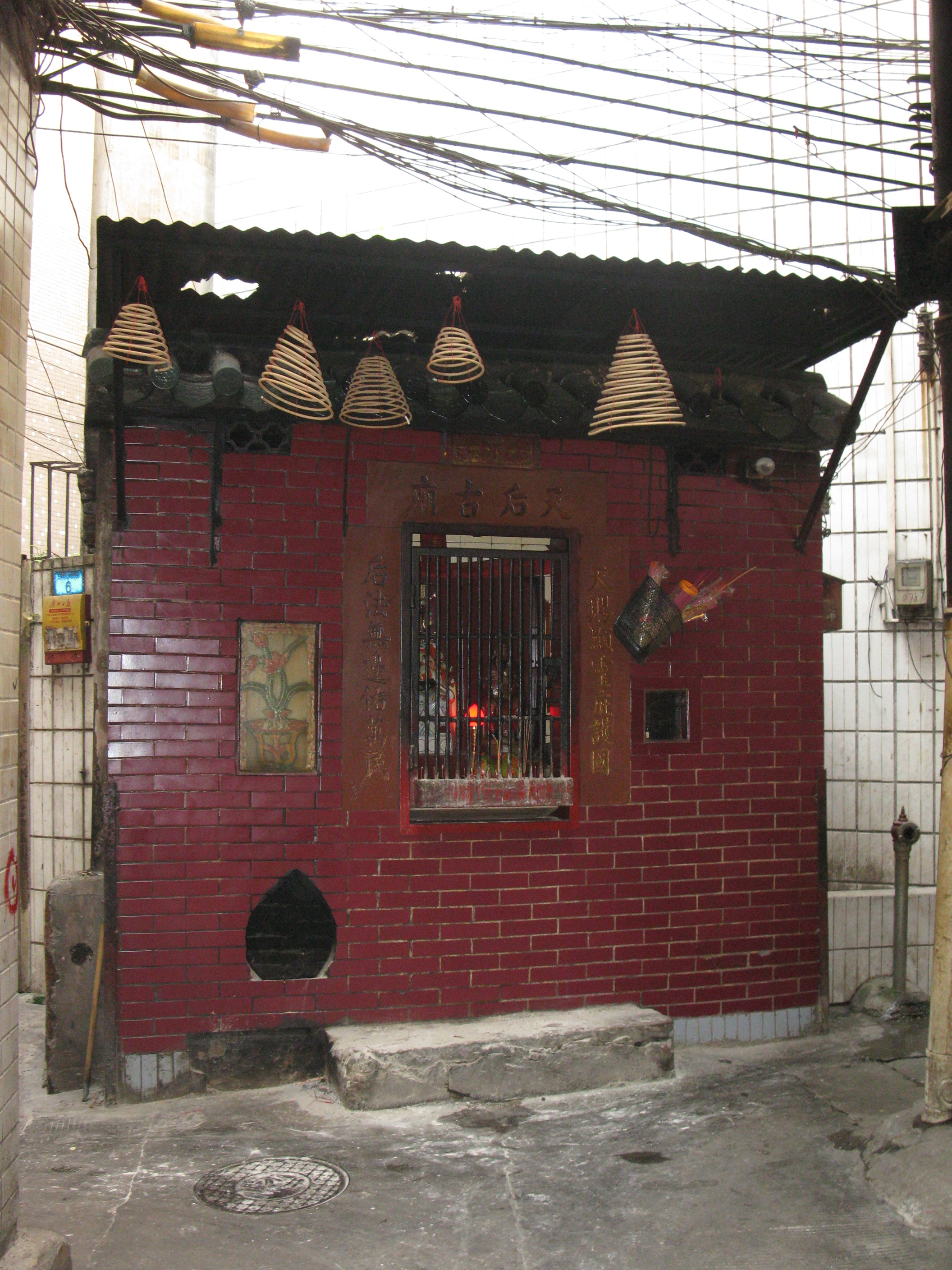
天后庙(娘妈庙),2010

石牌村处于广州市的东郊，属中国南方沿海地区，村民从中原迁移已有数百年历史，近代以来，受较多的西方文化影响，保留有较多地方文物，在文化观念上具有较大的兼容性，有较丰厚的文化底蕴。这一方面可以体现在源远流长的姓氏文化上，另一方面体现在丰厚的文化载体上。
而文化的载体包括了宗祠、厅、庙宇等。在建国前石牌村的祠堂土地就占全村耕地的四成，包括几十个座祠堂公厅和坊厅（为纪念祖先或为提供小区域氛围内族人的公共活动场所而建立的厅）。祠堂与厅的区别反映在建筑结构上是不同的，前者规模更大，里边也更讲究，是三进两天井结构，后者是两进一天井结构。所有这些宗族性建筑里，主要包括六大姓氏，即池姓、董姓、潘姓、陈姓、冼姓、梁姓的祠堂与厅，其中，池氏宗族性建筑就有13座，董姓有11座，潘姓有10座，而潘姓先祖祠就有3座。宗祠这个场所，现在已成为历史文化整理和积累、群众文化艺术体育、娱乐、休闲的理想去处。
文物除宗祠公厅外，单件文物有石雕、牌匾、门额等。石雕，著名的有石龟、石狮、石狗、石马。经考证，这些文物的历史，长的有700多年，较短的也有500年。而据传石牌村名正源于这批石器文物。村民认为这些是镇村之宝。
文物中的牌匾石刻弥足珍贵的有民国13年（1924年），孙中山亲笔手书“为国杀贼”牌匾，现悬挂于村文化活动中心正厅（复制品）。此外，门额8块：“石牌”门额、“丽庄家塾”门额、“玉虚宫”门额、“朝阳”门额、“瑞藻”门额、“匡居里”门额、“潘氏宗祠”门额、“善平书室”门额，这八块门额中有两块是石刻的。但不论石刻木雕，都由近代或现代名家书写后加工，如“石牌”和“丽庄家塾”两块门额石刻的字，就是前清光绪进士授翰林院庶吉士、编修吴道镕所写。其他书写门额的还有清代的光绪年间进士、探花并授翰林的江孔殷；清代嘉庆年间进士、改庶吉士教馆授编修刘彬；清代光绪年间进士、国史馆编何荣楷等。
石牌的庙宇众多，原有庙10多座，较著名的有观音庙、玉虚宫、天后庙（娘妈庙）、康公庙、金花庙、华光庙、车公庙等。现存下来的只有玉虚宫和娘妈庙，其余均因政治和建筑本身的缘故而被拆。入庙拜神在旧时非常流行，现在虽有，但以成年妇女居多，另外还夹杂进了许多外地人，说明了众神在城市化的进程当中突破了地域的边界。农村中的多神信仰历史悠久，已成为习俗，所以，石牌村每家每户，农历初一和十五，逢年过节，烧香点烛，仍很普遍，但亦渐渐流于形式。

### 城市化进程中的文化演进

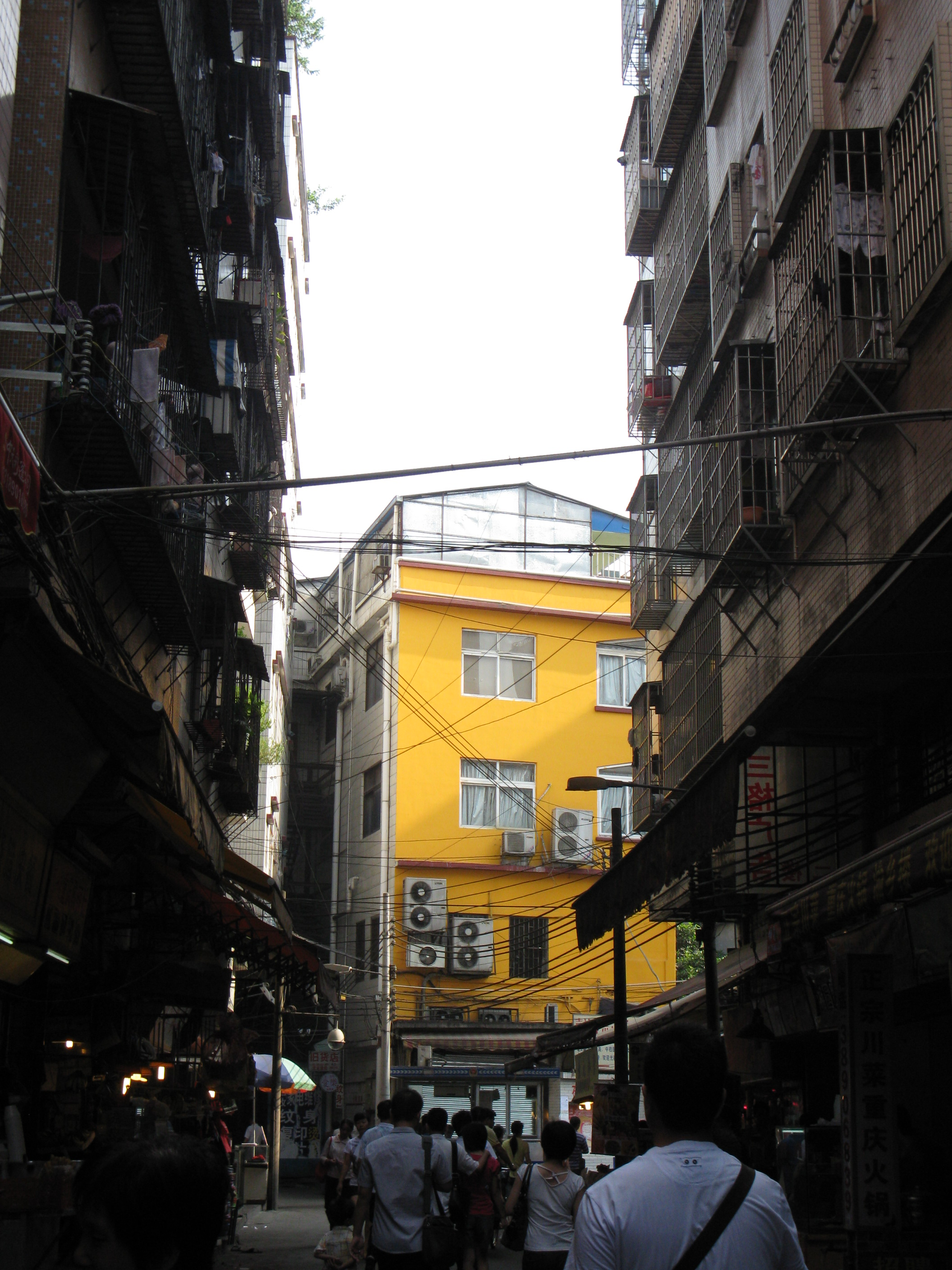
村某出口处,2010

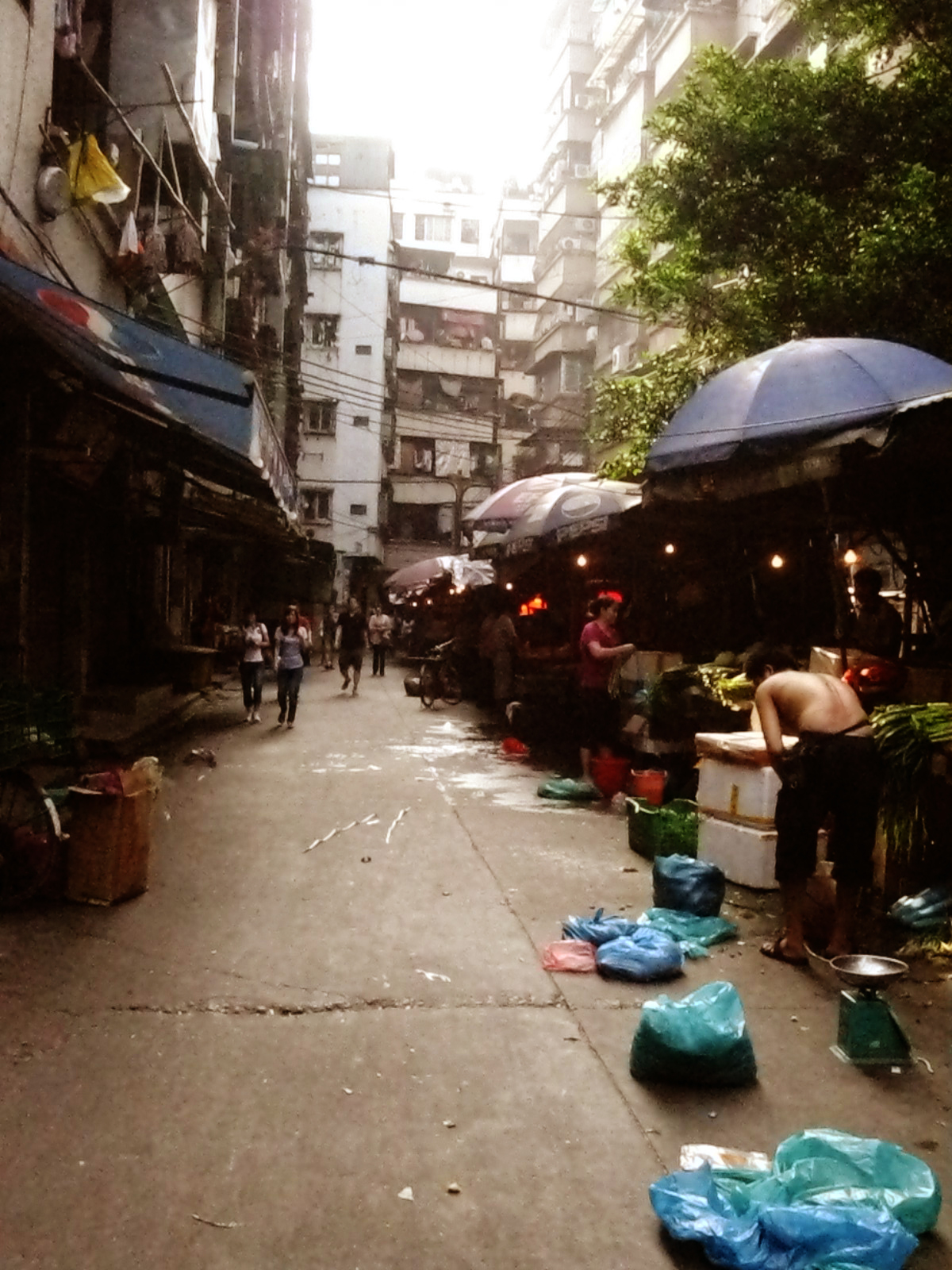
市场,2010

石牌城中村文化的主要基本特征，从静态去观察，可以用时空兼容性强、两端反差性大去加以概括。在时间上，它兼容着传统文化与现代文化，具有众多的过渡现象，可以发现其保留有几百年前的文化现象，也有众多现代化的文化景观。空间包容性上是城乡文化的结合，原乡村本土文化玉外来文化的兼容。在文化品位上则兼容着平民文化与高雅文化。两方面既共存又有很大的反差。而从动态去观察，则具有一方面它快速接受着许多现代化的东西；另方面其传统性又相当牢固。
当你进入石牌城中村，那种宽容、杂乱、多元、反差大的感觉就会油然而生。大城市没有的。小墟市找不到的商品和服务，在这里都可以找到。补鞋、补衣、街头叫卖香烟、兜售鲜花的小姑娘、手推车的搬运工……一直到高档电气、电脑、种种日常消费等淋漓满目。酒楼旅店、街边大排档，川菜、湘菜、客家、东北饺子、云南过桥米线……应有尽有，快餐、冷饮、美容、浴足、桑拿……任君选择。早晨，街上见到的全是步伐匆匆忙忙赶着上班的一族；日间碰面的大都是穿着时装新颖、染着多种发色的姑娘和小伙子，在那些休闲区内，老人翩翩起舞，音乐声、麻将声不绝于耳。在人群中可以听到广东话、客家话、潮州话，以至全国各地众多的方言……出租屋内住着从作家、音乐人、博士……到民工、打工妹，以至无依无靠的“拾荒者”。正如一位在石牌城中村住过的记者写道：“一个外乡人，如果他没有在城中村住过，那他不可以真正地懂得广州，城中村它集合了广州这座城市的多少气质啊。平民、杂乱、生动、务实、多元、鄙俗、自由自在……”
一个地方的建筑文化，很能体现其文化特征，从这方面看，石牌村内潘、池、董几大姓的祠堂是历史与现代结合的典型，这三间重新修建的宗祠，都是气宇轩昂，造工精致，宗祠公厅的角落，存放有一些本姓的文物，还有放着群众文娱的器具，如舞狮用的狮头。逢年过节、喜庆假日，舞狮队就先在这里舞一通。村民平日不在其间烧香，没有一些宗祠的旧习，进入祠堂自然使人肃严起敬，使人怀念先祖。同时宗祠公厅现在又成为老人聚集、颐养天年的好去处。老年人有的在石阶排排坐，有的在厅内几个人或十几人一起围着坐，他们谈天说地，议论古今，抒发感情。如逢假日，幼儿园放假，许多老人还带着孙子一起玩，天伦之乐，津津有味。因此，这些宗祠成为村民休闲、娱乐的现代生活的活动场所。体现着历史传统与现代文化的柔和。
石牌城中村内，有众多狭小的街巷，以前称“里”或“坊”，现叫“大街”。在这20多条主街道人口处刻着街巷传统命名的门楼，诸如：“朝阳”、“凤凰”、“长盛”、“迎龙”、“龙跃”、“笃行”、“绿荷”、“逢源”、“青云”、“河阳”、“上谷”、“天仁”……人们走在这些门楼和街巷之中，看到这些吉祥的、有诗意的名字，就感到其传统文化的深邃，就会感觉到珠江三角洲地区乡村普遍的传统的文化品味。而同时，街巷的两边已全是各种店铺，这些店铺面积虽不大，但装修却很现代化，尤其是一些“发廊”、装修都是很讲究的，加上在街巷上穿梭着多种穿着现代服饰的青年男女，其喧闹繁荣，又是一种现代都市的景象。这都可以说是城中村所特有的。还有村民的居屋建筑，城中村内密密麻麻的、黑暗的小房间，和村民新建的30层高的新公寓。这又是石牌城市化中村民生活和建筑文化新旧兼容、落差巨大的文化景观。
城市化进程促使石牌村民思想观念、传统习俗在变化。保留了传统的形式，但增加或淡化其中内涵与功能。如民间祭祖、参神、节日习俗、喜事等，继承了传统要素，但简化一些仪式，增加了联谊、聚餐等内容。又如爬龙船（划龙舟）、舞狮等习俗，淡化其宗族观念，加深助庆、联谊、商业化等成分。另外，在嫁婚方面上的传统束缚也逐渐被打破。

## 更多阅读
- 《石牌村志》，广东人民出版社，2003年4月版
- 池柏良、郑奔：《天河农村制度变迁》，香港新闻出版社，2003年4月版。
- 郑孟煊、黄绍汪《城市化中的石牌村》，社会科学文献出版社，2006年4月版
- 南方都市报:《因为粗糙，所以真实》